# Rio Grande do Piauí
Rio Grande do Piauí è un comune del Brasile nello Stato del Piauí, parte della mesoregione del Sudoeste Piauiense e della microregione di Floriano.